# Allophyes juncta
Allophyes juncta là một loài bướm đêm trong họ Noctuidae.